# Cryptotis mera
Cryptotis mera és una espècie de mamífer de la família de les musaranyes (Soricidae). Només se'l coneix de regions montanes al llarg de la frontera entre Colòmbia i la província de Darién (Panamà), on se l'ha trobat en selves pluvials a elevacions d'entre 1.400 i 1.500 m. És de costums terrestres.